# Liste der Monuments historiques in Dieudonné
Die Liste der Monuments historiques in Dieudonné führt die Monuments historiques in der französischen Gemeinde Dieudonné auf.

## Liste der Objekte
| Bezeichnung                                     | Beschreibung                                      | Standort                                       | Kennzeichnung | Schutzstatus | Datum | Bild |
| ----------------------------------------------- | ------------------------------------------------- | ---------------------------------------------- | ------------- | ------------ | ----- | ---- |
| Ölgemälde Die Kommunion des heiligen Franziskus | 17. Jahrhundert, mit Signatur von Francisco Rizze | in der Kirche Notre-Dame de la Nativité (Lage) | PM60000720    | Classé       | 1912  |      |